# Ole Borch
Ole Borch (Nørre Bork, 7 aprile 1626 – Copenaghen, 13 ottobre 1690) è stato uno scrittore, medico e scienziato danese, famoso per essere stato insegnante di Niccolò Stenone a Copenaghen.

## Vita
Ole Borch (noto anche col nome latinizzato di Olau Borrichius) studiò medicina all'Università di Copenaghen e si distinse in occasione della epidemia di peste del 1654, quando morì un terzo della popolazione di Copenaghen. Nel 1655 fu sostenuto da Joachim Gersdorff, siniscalco reale. Nel 1660 diventò professore di filologia all'Università di Copenaghen, e nel 1666 professore di chimica e botanica.
Borch viaggiò a lungo in Europa con i tre figli di Gersdorff, suoi allievi. Tra il 1660 e il 1665 si recò nei Paesi Bassi, dove visitò il suo ex allievo Stenone, Johann Rudolph Glauber, Giuseppe Francesco Borri e Comenius. Incontrò Robert Boyle in Inghilterra e Melchisédech Thévenot in Francia. Scrisse dettagliati diari di viaggio che documentano il clima scientifico dell'Europa del XVII secolo.
Borch è uno dei fondatori della scienza sperimentale in Danimarca. Fu lui a introdurre Stenone allo studio dei fossili come la glossopetra che Borch usava nei medicinali, come era uso a quel tempo. Nel 1678 estrasse ossigeno dal salnitro. Nel 1691 fondò il Borchs Kollegium di Copenaghen.

## Alchimia
Ole Borch fu uno dei protagonisti del dibattito sull'origine dell'alchimia nel Seicento. Contro le tesi di Hermann Conring e di Isaac Casaubon, il quale aveva datato il Corpus Hermeticum ai primi secoli dell'era cristiana e perciò posticipando la datazione tradizionale, Borch ripropone con forza la genealogia leggendaria che vede l'alchimia discendere dall'opera del personaggio biblico Tubalcain e di quello mitologico Ermete.
La polemica prende corpo in due opere principali, il De ortu et progressio chemiae dissertatio e il Conspectus scriptorum chemicorum celebriorum, che rappresentano ancora oggi due delle fonti principali per la ricostruzione storica contemporanea del sapere alchemico e delle vite dei suoi protagonisti.

## Opere
Con il nome latinizzato di Olau Borrichius scrisse molte opere, spaziando dalla letteratura latina alla medicina, all'alchimia e alle scienze naturali, con particolare riguardo alla chimica. Tra le opere più significative: 
- Parnassus in nuce (1654)
- De ortu et progressu chemiae (1668)
- Hermetis, Ægyptiorum et chemicorum sapientia (1674)
- Cogitationes il lingvæ variis Lat. ætatibus (1675)
- Dissertatio de causis diversitatis lingvarum (1675)
- Docimastice metallica (1678)
- Conspectus praestantiorum scriptorum linguae latinae (1679)
- De antiqua urbis Romae facie dissertationes (1683-1687)
- De usu plantarum indigenarum in medicina (1688)
- Conspectus scriptorum chemicorum celebriorum (uscito postumo nel 1696)